# Upper Sheringham
Upper Sheringham är en civil parish i Storbritannien.   Den ligger i grevskapet Norfolk och riksdelen England, i den sydöstra delen av landet, 180 km nordost om huvudstaden London. Antalet invånare är 214. Arean är 6,2 kvadratkilometer.
Terrängen i Upper Sheringham är platt.